# Родинское сельское поселение (Волгоградская область)
Роди́нское се́льское поселе́ние — муниципальное образование в Еланском районе Волгоградской области. Административный центр — село Родинское.

## История
Родинское сельское поселение образовано 24 декабря 2004 года в соответствии с Законом Волгоградской области № 980-ОД.

## Население
| 2010 | 2012 | 2013 | 2014 | 2015 | 2016 | 2017 |
| ---- | ---- | ---- | ---- | ---- | ---- | ---- |
| 292  | ↘276 | ↘274 | ↘271 | ↘268 | ↘257 | ↘249 |
| 2018 | 2019 | 2020 | 2021 |      |      |      |
| ↘242 | ↘241 | ↘237 | →237 |      |      |      |

## Состав сельского поселения
| № | Населённый пункт | Тип населённого пункта       | Население |
| - | ---------------- | ---------------------------- | --------- |
| 1 | Родинское        | село, административный центр | →237      |